# 뽈룬티어
뽈룬티어는 2025년 4월 5일부터 2025년 5월 24일까지 방영을 한 한국방송공사의 예능 프로그램이다.

## 기획의도
볼도 차고 기부도 하는 축구 레젠드 프로그램

## 출연진
- 김동철
- 김영광
- 남현종
- 백지훈
- 이영표
- 이찬원
- 현영민